# Нудольский сельский округ
Нудольский сельский округ — упразднённая административно-территориальная единица, существовавшая на территории Клинского района Московской области в 1994—2006 годах.
Спас-Нудольский сельсовет был образован в первые годы советской власти. По данным 1923 года он входил в состав Спас-Нудольской волости Клинского уезда Московской губернии.
В 1925 году к Спас-Нудольскому с/с был присоединён Шаринский с/с.
В 1926 году Спас-Нудольский с/с включал село Спас-Нудоль, деревни Поповка, Украинская Слобода и Шарино, а также Нудольскую лечебницу и фабрику «Нудольская мануфактура».
В 1929 году Спас-Нудольский с/с был отнесён к Новопетровскому району Московского округа Московской области. При этом он был переименован в Нудольский сельсовет.
5 апреля 1936 года к Нудольскому с/с был присоединён Новинский с/с.
4 января 1952 года из Семенковского с/с в Нудольский было передано селение Денисово.
14 июня 1954 года к Нудольскому с/с были присоединены Семенковский и Чудцевский сельсоветы.
10 июня 1958 года из Савельевского с/с в Нудольский были переданы селения Бодрово, Верхнее Васильевское, Минино и Нижнее Васильевское.
3 июня 1959 года Новопетрвоский район был упразднён и Нудольский с/с был передан в Рузский район.
31 июля 1959 года к Нудольскому с/с был присоединён Тиликтинский сельсовет.
5 сентября 1959 года Нудольский с/с был передан в Клинский район. На тот момент в состав сельсовета входили селения Алексейково, Антипино, Афанасово, Денисово, Егорьевское, Климовка, Кореньки, Коськово, Новинки, Нудоль, Поджигородово, Поповка, Семенково, Тиликтино, Украинская Слобода, Шарино, посёлок луговомелиоративной станции, посёлок плетильно-басонной фабрики, дома отдыха «Акатово» и «Высокое», пионерские лагеря п/я № 75 и Центропромсовета, посёлок Ивановской школы глухонемых.
1 февраля 1963 года Клинский район был упразднён и Нудольский с/с вошёл в Солнечногорский сельский район. 11 января 1965 года Нудольский с/с был возвращён в восстановленный Клинский район.
10 марта 1975 года к Нудольскому с/с был присоединён Вертковский с/с. Одновременно из Нудольского с/с в Щёкинский были переданы селения Антипино, Кореньки, Коськово и Поджигородово.
30 мая 1978 года в Нудольском с/с были упразднены селения Марьино, Тёплое и Федькино, а 23 июня 1988 года — деревня Фенькино.
3 февраля 1994 года Нудольский с/с был преобразован в Нудольский сельский округ.
23 апреля 1997 года из Нудольского с/о в новый Нарынковский сельский округ были переданы деревня Денисово и посёлок дома отдыха «Высокое».
4 апреля 2002 года в Нудольском с/о к деревне Шарино был присоединён рабочий посёлок № 2.
В ходе муниципальной реформы 2004—2005 годов Нудольский сельский округ прекратил своё существование как муниципальная единица. При этом его населённые пункты были переданы частью в сельское поселение Нудольское, а частью в сельское поселение Петровское.
29 ноября 2006 года Нудольский сельский округ исключён из учётных данных административно-территориальных и территориальных единиц Московской области.